# Samrong Thap (huyện)
Samrong Thap (tiếng Thái: สำโรงทาบ) là một huyện (amphoe) ở phía đông của tỉnh Surin, đông bắc Thái Lan.

## Lịch sử
Tiểu huyện (king amphoe) Samrong Thap được thành lập ngày 1 tháng 9 năm 1958. Đơn vị này đã được nâng cấp thành huyện ngày 11 tháng 12 năm 1959.

## Địa lý
Các huyện giáp ranh (từ phía tây nam theo chiều kim đồng hồ) là: Sikhoraphum, Sanom và Non Narai của tỉnh Surin, Mueang Chan, Huai Thap Than và Prang Ku của tỉnh Sisaket.

## Hành chính
Huyện này được chia thành 10 phó huyện (tambon), các đơn vị này lại được chia ra thành 100 làng (muban). Samrong Thap là một thị trấn (thesaban tambon) nằm trên một phần của the tambon Samrong Thap và Nong Phai Lom. Có 10 Tổ chức hành chính tambon.
| STT. | Tên           | Tên Thái  | Số làng | Dân số |  |
| ---- | ------------- | --------- | ------- | ------ |  |
| 1.   | Samrong Thap  | สำโรงทาบ  | 12      | 6.900  |  |
| 2.   | Nong Phai Lom | หนองไผ่ล้อม | 13      | 9.538  |  |
| 3.   | Kra-om        | กระออม    | 9       | 4.780  |  |
| 4.   | Nong Ha       | หนองฮะ    | 11      | 4.939  |  |
| 5.   | Si Suk        | ศรีสุข      | 8       | 4.785  |  |
| 6.   | Ko Kaeo       | เกาะแก้ว   | 11      | 5.301  |  |
| 7.   | Muen Si       | หมื่นศรี     | 9       | 5.494  |  |
| 8.   | Samet         | เสม็จ      | 8       | 3.608  |  |
| 9.   | Sano          | สะโน      | 9       | 3.318  |  |
| 10.  | Pradu         | ประดู่      | 10      | 3.796  |  |